# Incredicoaster
Pour les articles homonymes, voir California.
Incredicoaster (anciennement connu sous le nom California Screamin’) est un parcours de montagnes russes en métal située à Disney California Adventure, le parc mitoyen de Disneyland en Californie. Ouvert le 8 février 2001, c'est l'une des attractions originales du parc et les seules montagnes russes à inversions de Disneyland Resort. L'attraction a fermé du 8 janvier au 23 juin 2018 pour un changement de thème et de nom. L'attraction s'inspire à présent du film Pixar Les Indestructibles.

## Le concept
California Screamin' a été conçue par Walt Disney Imagineering en collaboration avec Ingenieur Büro Stengel et construite par Intamin. Le concept de l'attraction est de faire croire aux visiteurs qu'ils sont sur de vieilles montagnes russes en bois, alors qu'elles sont en acier.
L'attraction est le huitième parcours de montagnes russes le plus long du monde avec 1 851 mètres. L'attraction culmine à 37 mètres de haut avec une chute de 33 mètres.
L'attraction utilise un moteur linéaire à induction comme système de propulsion au lieu de la chaîne d'entraînement. La rampe de lancement située au bord d'un lagon possède une machine à vagues, synchronisée avec le départ du train.[réf. nécessaire] Elle est l'une des montagnes russes les plus rapides des parcs Disney avec une accélération de zéro à 89 km/h en 4 secondes.
Après les travaux réalisés à Disney California Adventure entre 2007 et 2012, le logo de Mickey Mouse situé dans le looping vertical est remplacé par un soleil et le nom de la zone Paradise Pier.
Le 2 novembre 2017, Disney annonce une rethématisation de la zone Paradise Pier de Disney California Adventure en Pixar Pier prévue pour l'été 2018 avec comme fait majeur les montagnes russes California Screamin' adoptant le thème des Indestructibles,
L'attraction ferme le 8 janvier 2018 pour réaliser les travaux liés à son changement de thème. L'attraction rouvre le 23 juin 2018 pour coïncider avec la date de sortie au cinéma de Les Indestructibles 2.

## Disney's California Adventure

Logo de California Screamin’.

California Screamin’, le nom original de l'attraction était une adaptation du titre de la chanson California Dreamin' du groupe The Mamas & The Papas, composée en 1963.
Le 3 mai 2016, Disney ferme et évacue l'attraction à cause d'un visiteur ayant sorti une perche à selfie dans l'attraction. Ce type d'objet est interdit dans les parcs à thème Disney pour des raisons de sécurité,.
Cette attraction bénéficie du système FastPass
- Ouverture : 8 février 2001 (avec le parc)
- Ancien nom : California Screamin’ (du 8 février 2001 au 8 janvier 2018)
- Conception : Walt Disney Imagineering et Intamin
- Véhicules :
  - 5 de 24 personnes par train (Rouge, Jaune, Orange, Bleu et Mauve)
  - 2 de 23 personnes par train (de couleur Verte)
- Nombre de trains dans l'attraction : 5 depuis 2002 et 6 en 2001
- Longueur du parcours : 1 851 m
- Durée du parcours : 2 min 36 s
- Système de catapulte : moteur linéaire à induction
- Longueur de la "catapulte" : 71 m
- Hauteur maximale : 37 m
- Chute maximale : 33 m
- Inversion : 1 ( looping vertical )
- Vitesse maximale :  88 km/h (après la chute)
- Accélération maximale :  0 à 88 km/h en 4 secondes
- Taille minimale requise pour l'accès : 1,22 m
- Type d'attraction : Montagnes russes
- Situation : 33° 48′ 15″ N, 117° 55′ 17″ O

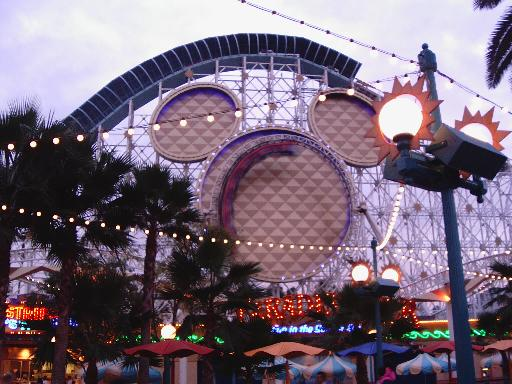
Tête de Mickey présente derrière le looping à l'origine.
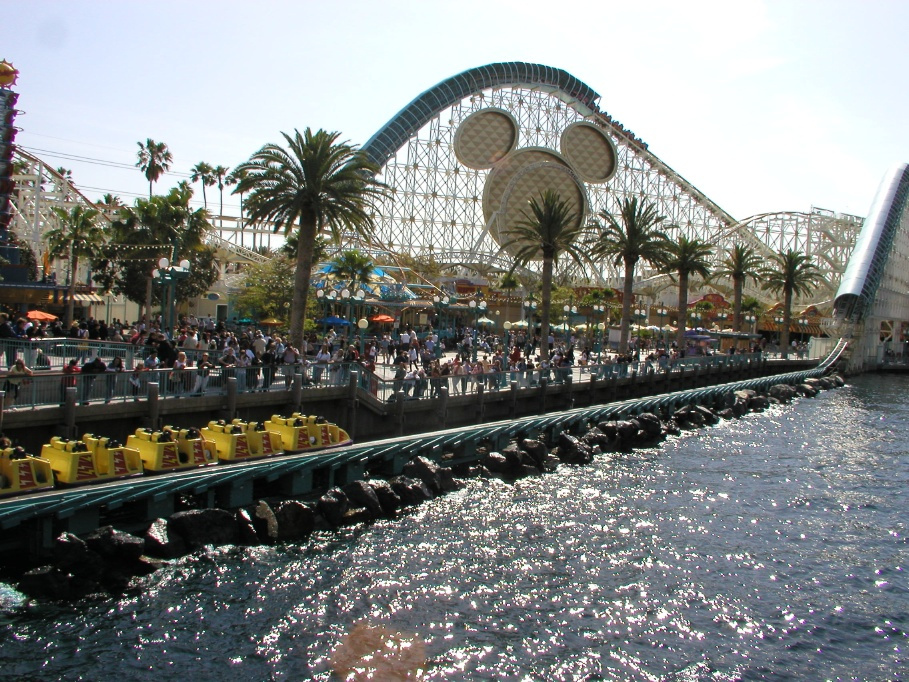
California Screamin’ en 2005.
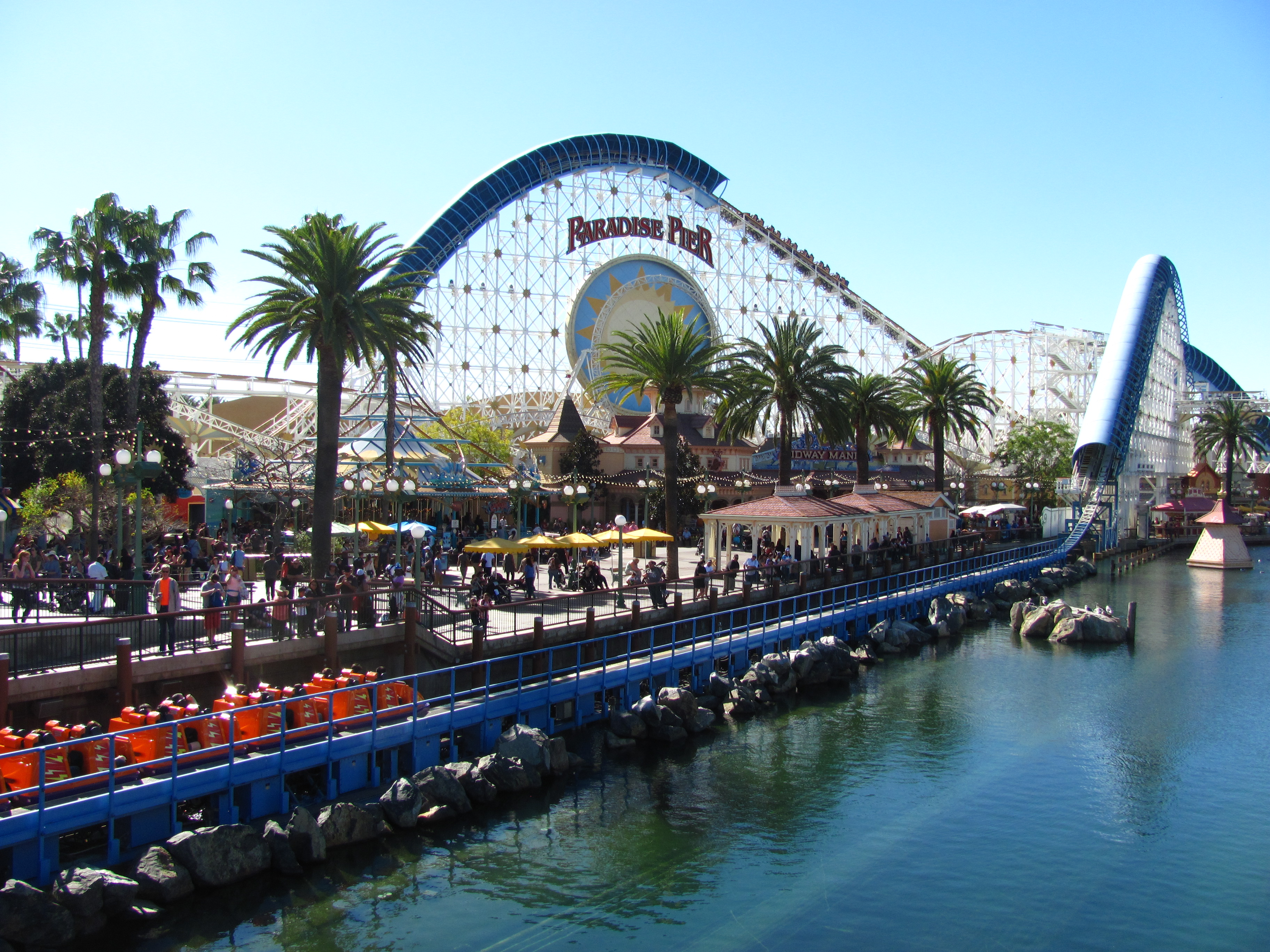
California Screamin’ en 2016.
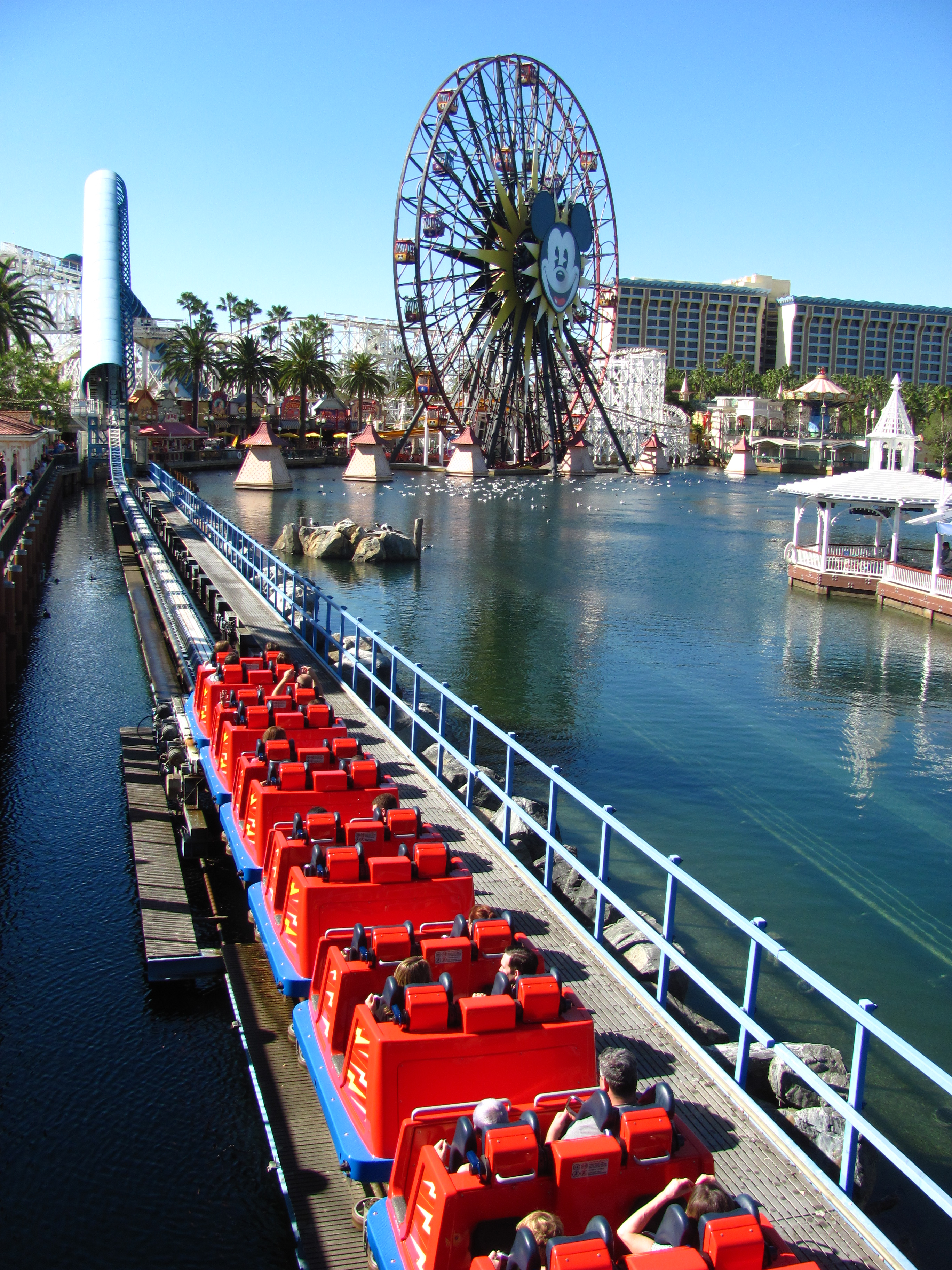
Train sur la rampe de lancement.
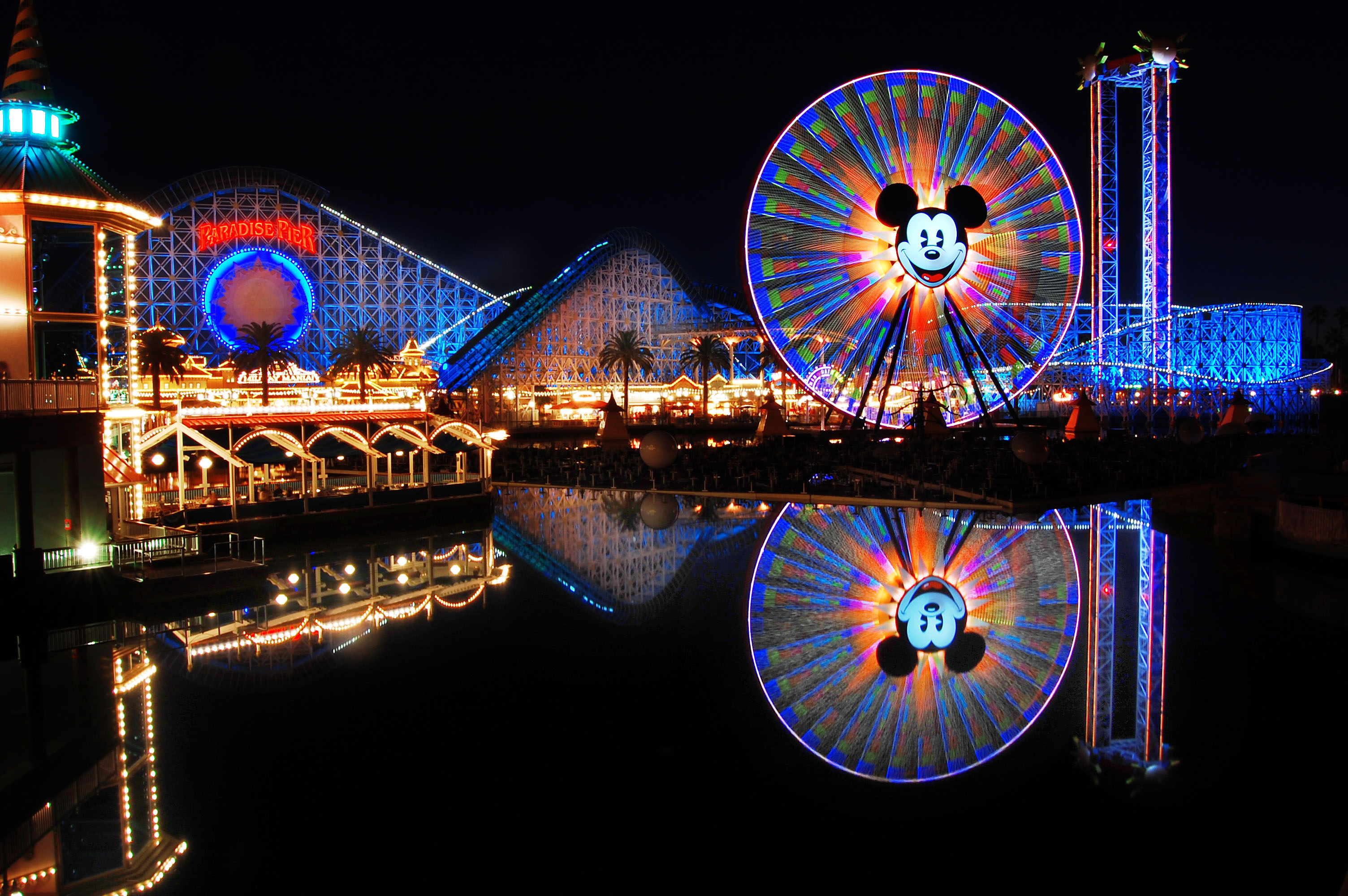
L'attraction avec son éclairage nocturne.
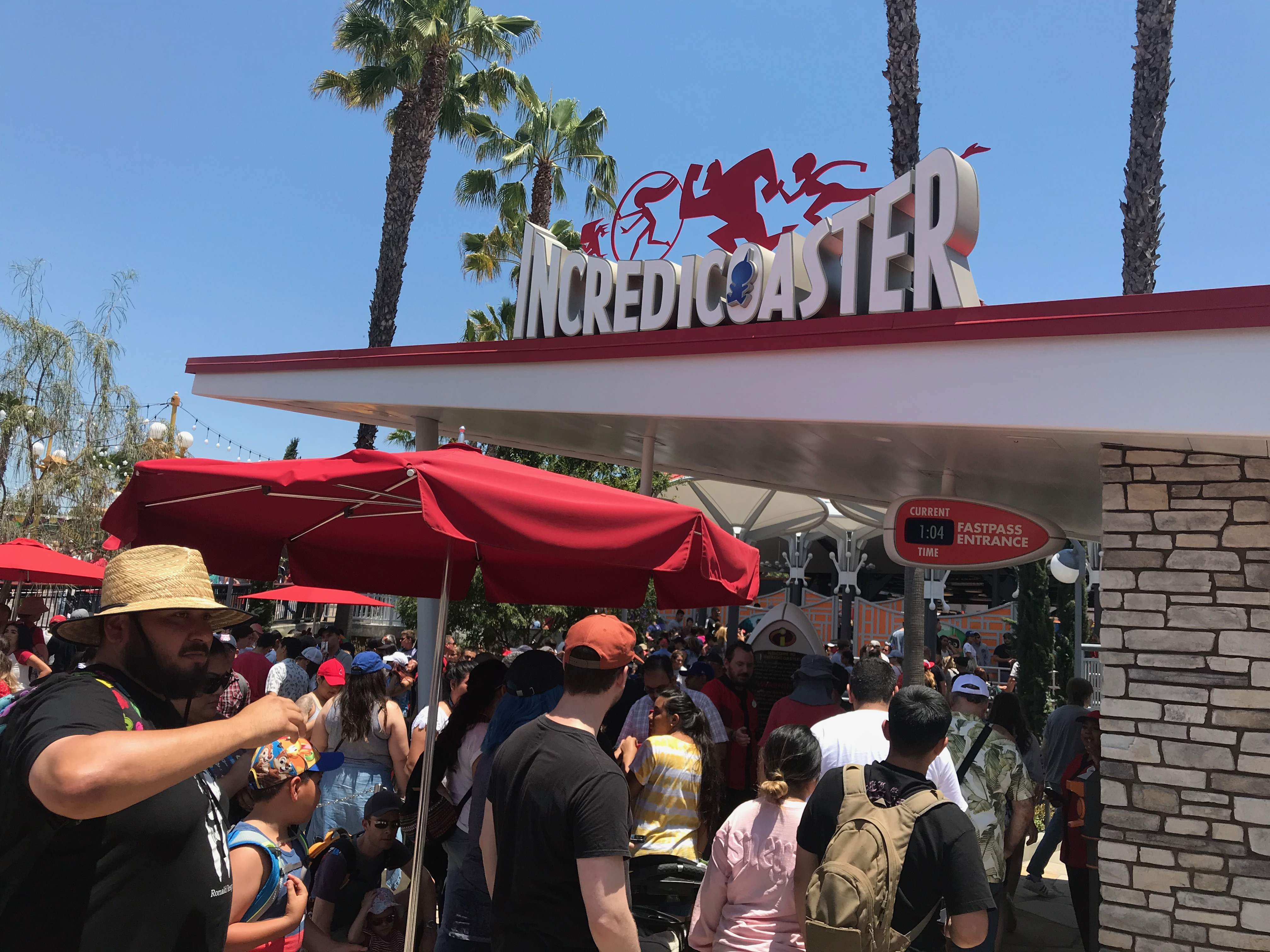
Entrée de Incredicoaster en 2018.